# Bitva o Hakodate
Bitva o Hakodate (japonsky 箱館戦争, Hakodate Sensó) proběhla v Japonsku mezi 4. prosincem 1868 a 27. červnem 1869. Utkaly se v ní zbytky armády Tokugawského šógunátu bojující pod vlajkou nově vytvořené separatistické Republiky Ezo a síly nově vytvořené císařské vlády (složené zejména z vojsk knížectví Čóšú a Sacuma. Jednalo se o poslední fázi války Bošin, která se odehrála poblíž města Hakodate na jihu japonského ostrova Hokkaidó.

## Pozadí
Válka Bošin vypukla v roce 1868 mezi vojsky podporujícími obnovení politické moci císaře a jeho dvora a vládou šógunátu Tokugawa. Císařské vládní vojsko porazilo Tokugawskou armádu v bitvě u Toby a Fušimi a následně obsadilo hlavní město šógunátu Edo.

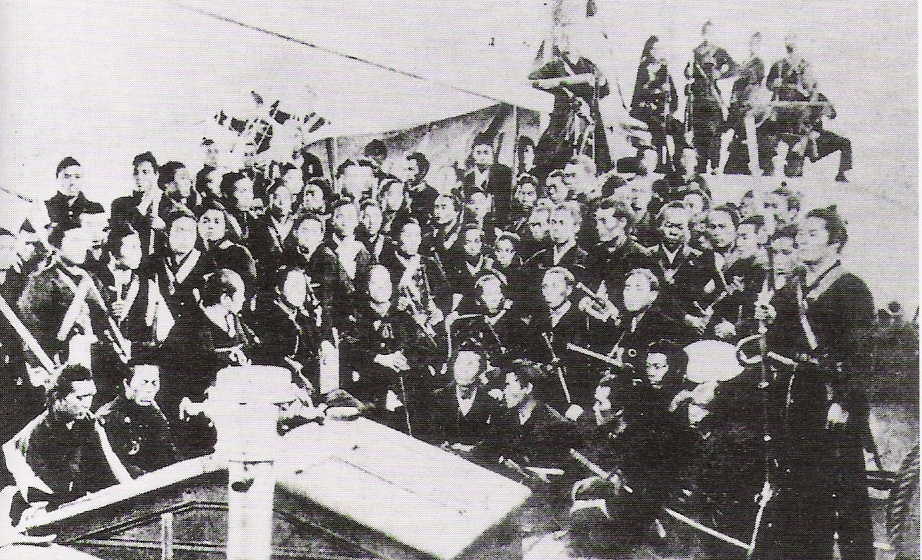
Povstalecké jednotky věrné šógunátní vládě při přepravě na Hokkaidó

Zástupce velitele tokugawského námořnictva Takeaki Enomoto odmítl předat svoje loďstvo nové vládě a 20. srpna 1868 odplul se 4 parními válečnými loděmi ze šinagawského přístavu. Byly to: fregata Kaijó Maru o výtlaku 2632 tun, kolesová korveta Kaiten o výtlaku 1920 tun, ozbrojený škuner Banrjú o výtlaku 376 tun a dělový člun Čijoda o výtlaku 142 tun. Spolu s nimi odpluly i 4 parní dopravní lodě, a sice parní korveta Kanrin Maru o výtlaku 300 tun, válečná plachetnice Mikaho o výtlaku 800 tun, parní válečná loď Šinsoku o výtlaku 250 tun a kolesová válečná plachetnice Čógei o výtlaku 996 tun, jakož i 2000 námořníků, 36 členů elitního expedičního sboru Júgekitai, jimž velel samuraj Hačiro Iba, několik úředníků bývalé vlády bakufu, jejímž prostřednictvím šógun vládl, včetně zástupce vrchního velitele Tokugawské armády Taróa Macudairy, Saburósukeho Nakadžimy a členů bývalé francouzské vojenské mise v Japonsku pod velením kapitána Julese Bruneta.

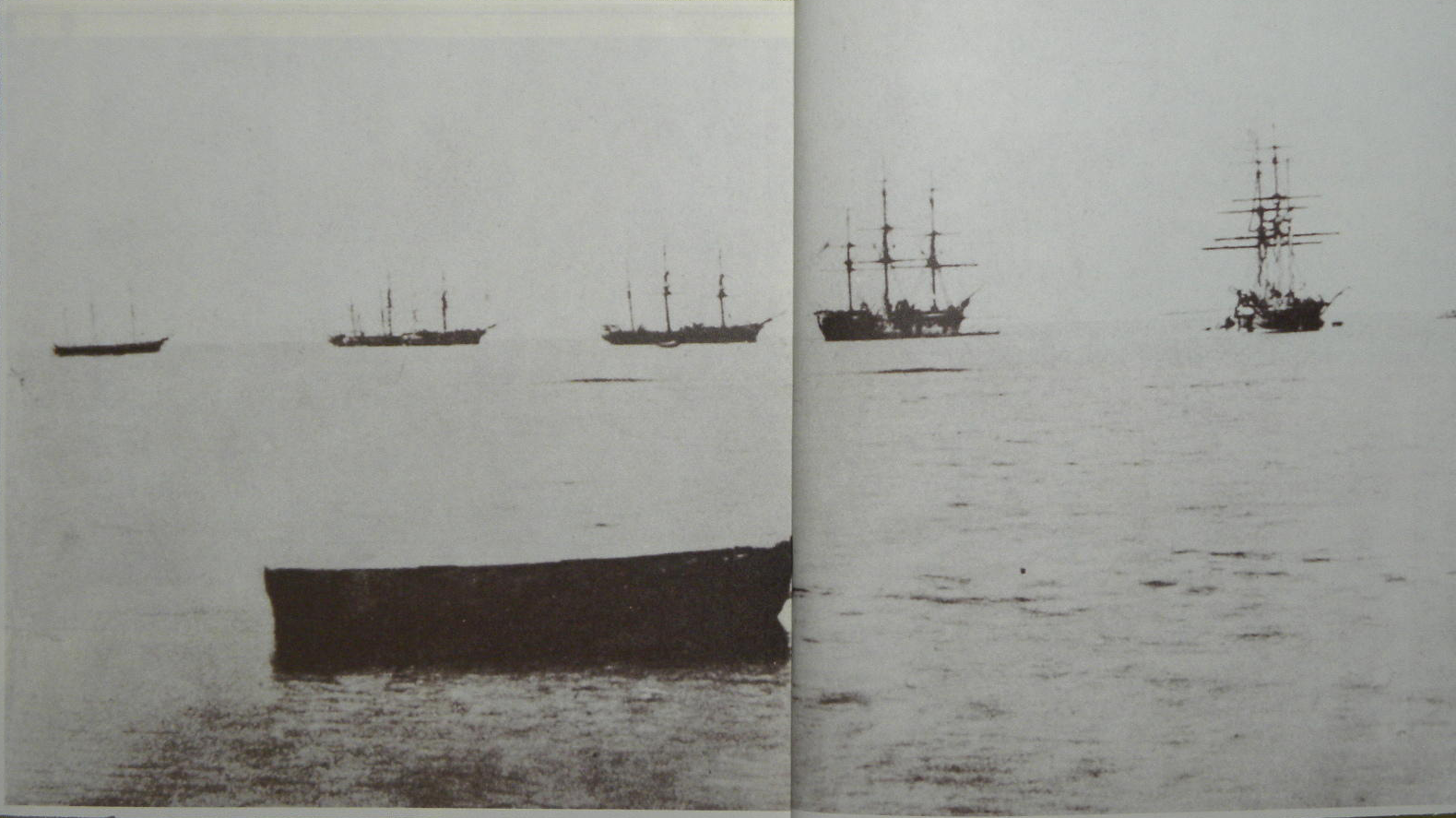
Část loďstva Takeakiho Enomota u Šinagawy na fotografii z roku 1868. Zprava doleva: Kaiten, Kaijó Maru, Kanrin Maru, Čógei a Mikaho. Lodě Banrjú a Čijoda na snímku chybí.

Následujícího dne, tedy 21. srpna, přepadl šógunátní loďstvo poblíž města Čóši v prefektuře Čiba tajfun, při němž došlo ke ztrátě plachetnice Mikaho. Těžce pošramocenou korvetu Kanrin Maru donutil rozsah jejího poškození, aby se vrátila zpět do Eda. Při zpáteční plavbě ji u města Šimizu v prefektuře Šizuoka zajalo císařské loďstvo.
Zbytek loďstva doplul 26. srpna do přístavu Sendai v prefektuře Mijagi, které bylo jedním z center takzvané Severní koalice (奥羽越列藩同盟, Óuecu Reppan Dómei) proti nové císařské vládě. Koalici tvořila většina knížectví provincií Mucu a Dewa a část knížectví provincie Ečigo.

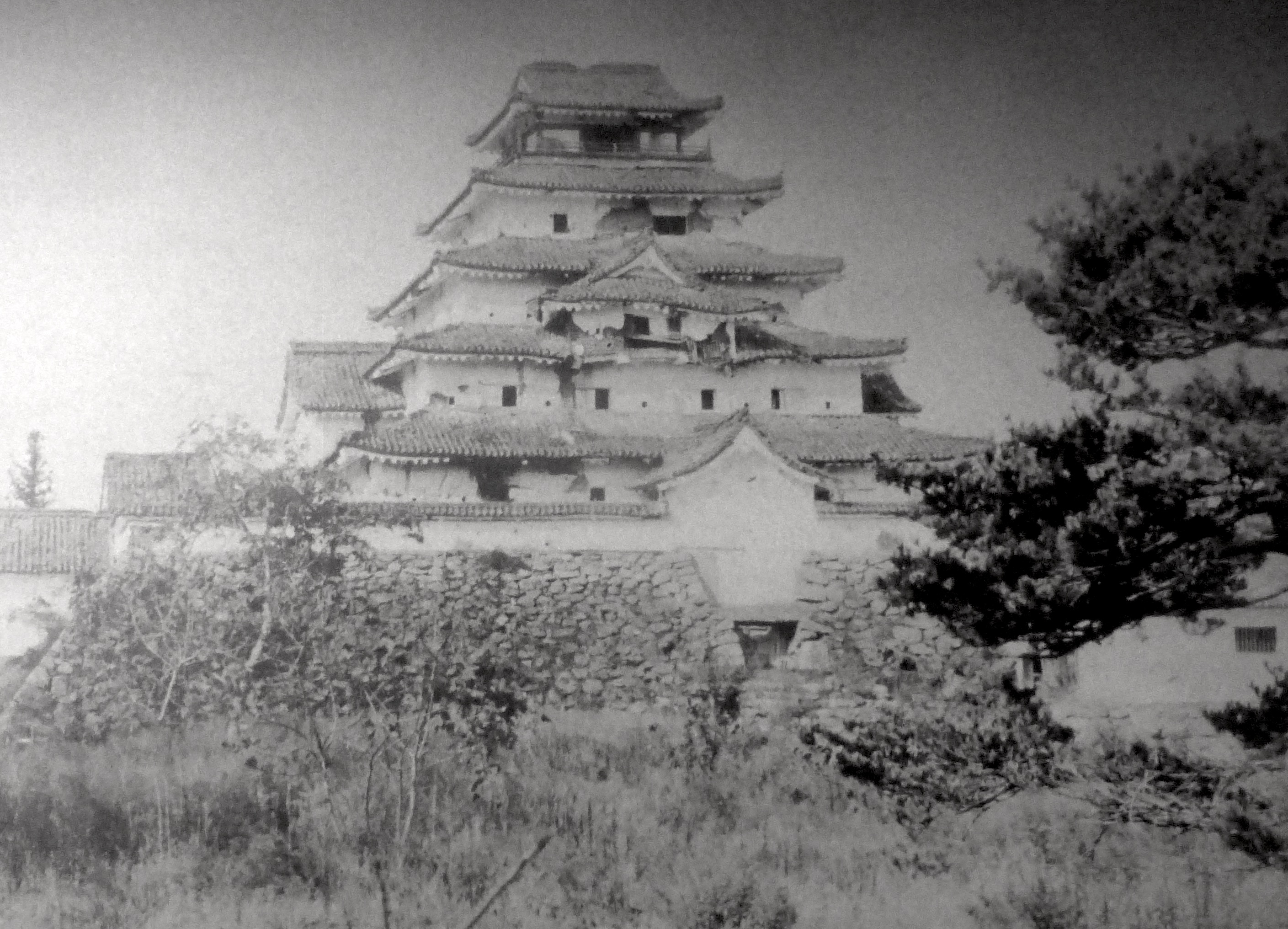
Hrad Aizu-Wakamacu na snímku z roku 1868

Jednotky císařského vládního vojska mezitím pokračovaly v postupu na sever. Cestou obsadily hrad Aizu-Wakamacu ve městě Aizuwakamacu v prefektuře Fukušima, čímž se postavení Severní koalice v Sendai stalo neudržitelné. Šógunátní loďstvo posílené o 2 lodě, které si předtím knížectví Sendai vypůjčilo od šógunátu (jednalo se o bark Hóó o výtlaku 610 tun a parní transportní loď Óe Maru o výtlaku 510 tun), proto 12. října 1868 odplulo ze Sendai. K posádce rovněž přibylo asi 1000 mužů bývalého šógunátního vojska pod velením generála Keisukeho Ótoriho, elitní oddíly samurajské milice Šinsengumi pod velením zástupce ministra obrany Tošizóa Hidžikaty a expediční sbor Júgekitai, jemuž velel samuraj a politik Hitomi Kacutaro. Nechybělo ani několik francouzských poradců jako Arthur Fortant, Jean Marlin, François Bouffier a Garde, který do Sendai dorazil po souši.

## Bitva

### Okupace jižního Hokkaidó
Povstalci, kteří se plavili s Takeakim Enomotem a jichž bylo asi 3000, dorazili k ostrovu Hokkaidó v polovině října 1868 a 20. října přistáli v zátoce Wašinoki u města Hakodate. Tošizó Hidžikata a Keisuke Ótori vedli každý jeden pochodový proud směrem na Hakodate. Cestou zlikvidovali oddíly knížectví Macumae, které se jim postavily na odpor, neboť 13. daimjó klanu Macumae, Norihiro Macumae, vyhlásil svoji věrnost nové císařské vládě. Po tomto vítězství obsadily povstalecké jednotky 26. října bastionovou pevnost Gorjókaku v Hakodate, která se stala velitelstvím povstalecké armády.

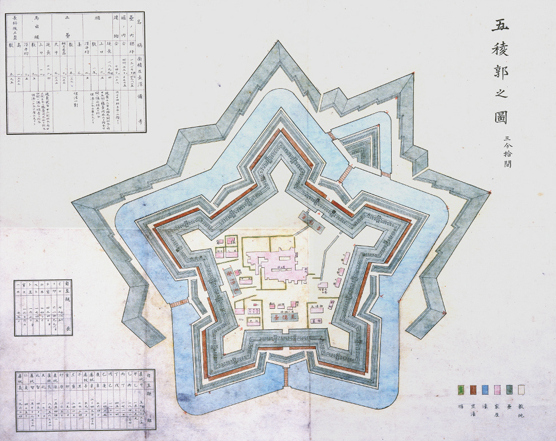
Bastionová pevnost Gorjókaku, velitelství povstalecké armády

Pro převzetí plné kontroly nad jižní částí ostrova Hokkaidó organizovali povstalci různé válečné výpravy. Tošizó Hidžikata s 800 muži a s podporou korvety Kaiten a škuneru Banrjú obsadil 5. listopadu hrad Macumae. Společně s Taróem Macudairou se 14. listopadu přiblížil k městu Esaši v podprefektuře Hijama. Podporovaly ho přitom fregata Kaijó Maru a parník Šinsoku. V bouři, která je 15. listopadu zastihla poblíž Esaši, však Kaijó Maru ztroskotala. Šinsoku, který se pokoušel o záchranu její posádky, se rovněž převrátil a potopil. Ztráta obou lodí znamenala pro povstalecké síly ohromnou ránu.
Poté co se povstalcům podařilo zlikvidovat veškerý místní odpor, založili 25. prosince Republiku Ezo, jejíž vláda byla organizována po vzoru vlády Spojených států. Jejím předsedou se stal Takeaki Enomoto. Císařská vláda v Tokiu odmítla odpadlickou republiku uznat.
V očekávání útoku vládních vojsk byl kolem Hakodate, hlavního města Republiky Ezo, vybudován důkladný obranný systém. Jednotky Republiky Ezo byly podřízeny smíšenému francouzsko-japonskému velení, jehož vrchním velitelem se stal generál Keisuke Ótori a jeho zástupcem byl Jules Brunet. Každé ze čtyř brigád velel francouzský důstojník (Arthur Fortant, Jean Marlin, François Bouffier a André Cazeneuve), který měl vždy dva japonské zástupce (každý z nich velel polovině brigády). K povstalcům se připojili i dva bývalí důstojníci francouzského námořnictva, Eugène Collache a Henri Nicol. Zatímco Collache měl na starosti budování opevněné obrany kolem Hakodate, Nicolovým úkolem byla reorganizace povstaleckého námořnictva.
Ale ani císařské loďstvo během té doby nezahálelo. Rychle se zformovalo kolem své vlajkové lodi, obrněnce Kótecu o výtlaku 1410 tun, jenž byl nedávno zakoupen od Spojených států. Císařské loďstvo dále tvořily: kolesová korveta Kasuga o výtlaku 1310 tun, parní korveta Čójó Maru o výtlaku 600 tun, parní válečné lodě Hirjú a Dai Iči Teibó o neznámém výtlaku, dělový člun Jóšun o výtlaku 691 tun a válečná parní plachetnice Móšun o výtlaku 363 tun. Tyto lodě dodala v roce 1868 nově vytvořené ústřední vládě knížectví Saga, Čóšú a Sacuma. Císařské loďstvo vyplulo 9. března 1869 z Tokia a zamířilo na sever.

### Zátoka Mijako

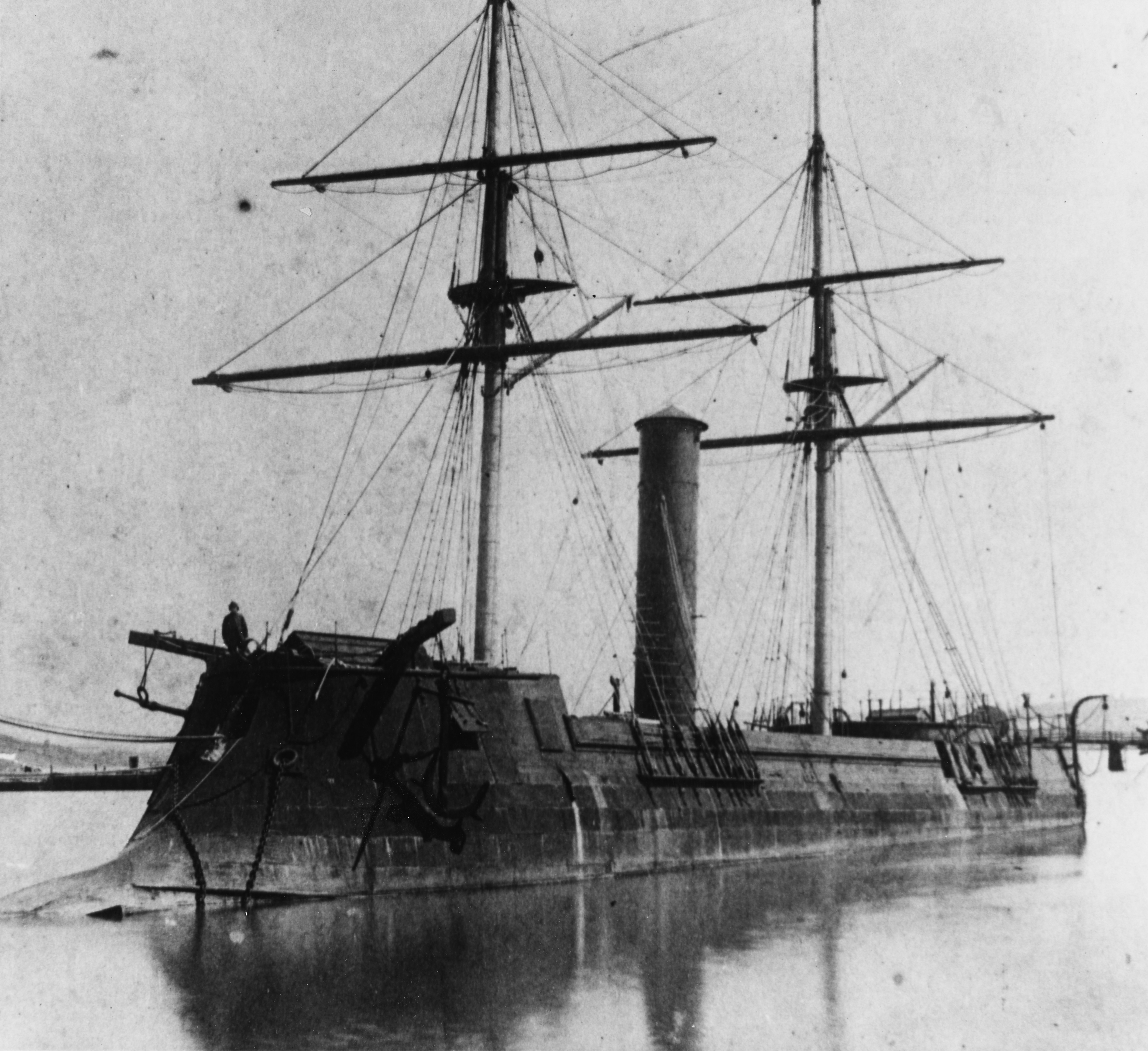
Vlajková loď císařského loďstva obrněnec Kótecu

Císařské loďstvo doplulo do přístavu Mijako v prefektuře Iwate 20. března. Povstalci, kteří jeho připlutí očekávali, připravili odvážný plán, jak se zmocnit nebezpečné obrněné lodi Kótecu.
Plán spočíval v překvapivém útoku, který měly provést válečné lodě povstaleckého námořnictva. Tuto operaci dnes známe jako bitvu v zátoce Mijako. Admirál Takeaki Enomoto vyslal k jejímu splnění všechny tři své válečné lodě – korvetu Kaiten s elitní samurajskou milicí Šinsengumi a bývalým důstojníkem francouzského námořnictva Henrim Nicolem na palubě,  škuner Banrjú, s nímž se plavil francouzský dělostřelecký expert Clateau, a kutr Daini Kaiten či Takao Maru o výtlaku 356 tun, rovněž s bývalým důstojníkem francouzského námořnictva Eugènem Collachem na palubě. Útok byl naplánován jako překvapivá operace pod falešnou vlajkou. Proto vplula Kaiten Maru do zátoky Mijako pod americkou vlajkou, a teprve když se přiblížila těsně k zakotveným lodím císařského námořnictva, vztyčila vlajku Republiky Ezo a přídí taranovala bok obrněné lodi Kótecu. Posádka obrněnce však dokázala nepřátelský útok odrazit střelbou z Gatlingova kulometu, která způsobila útočníkům značné ztráty. Korvetě Kaiten se podařilo uniknout zpět na Hokkaidó, ale kutr Daini Kaiten nedokázal setřást své pronásledovatele, proto s ním posádka najela na břeh a nechala jej potopit. Škuner Banrjú do bitvy vůbec nezasáhl, protože se už předtím ztratil, takže jeho kapitán nakonec zavelel k návratu zpět na Hokkaidó.

### Vylodění císařských sil

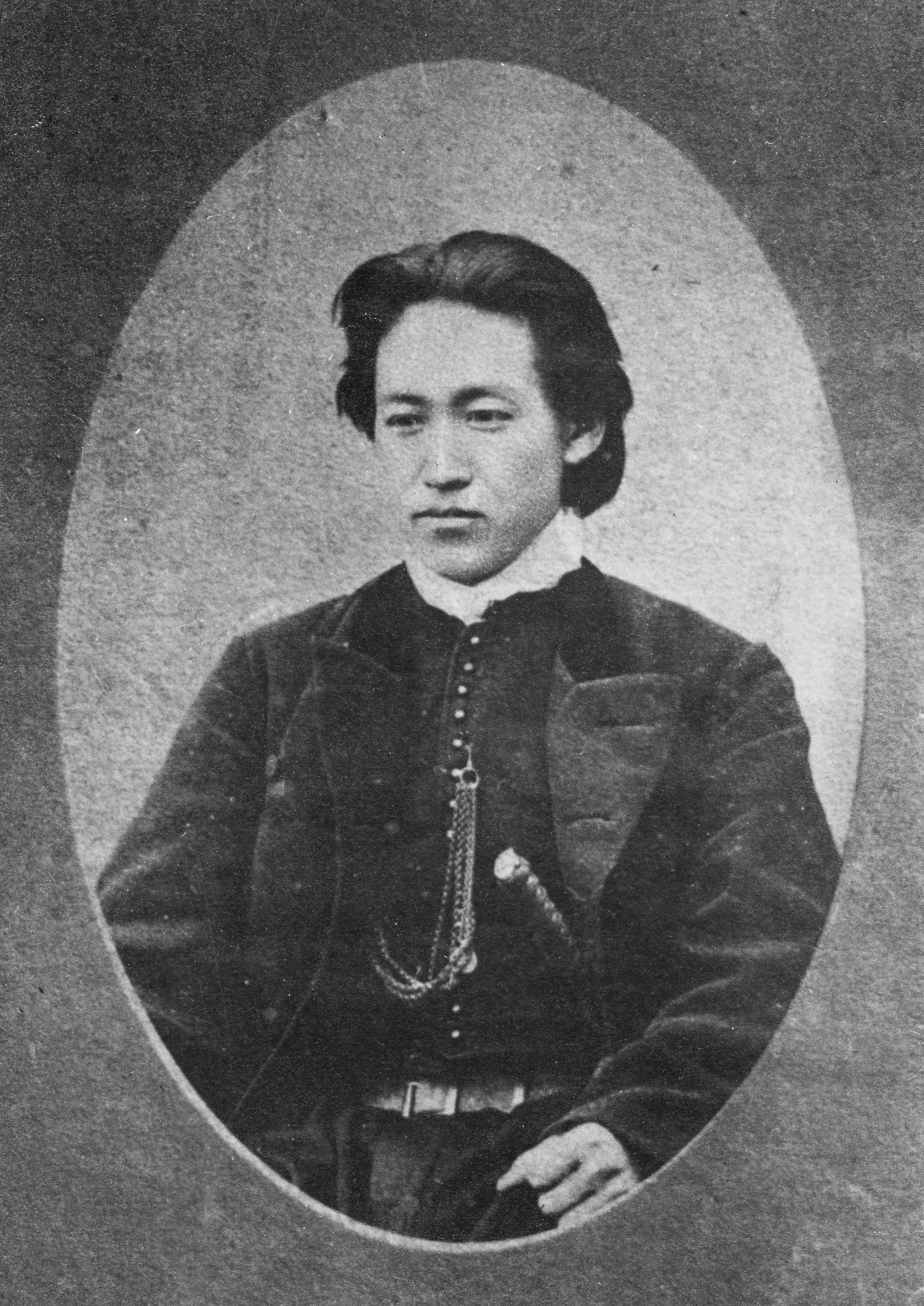
Zástupce ministra obrany Tošizó Hidžikata, velitel samurajské milice Šinsengumi, padl v bitvě u Hakodate v boji proti císařskému vojsku.

Císařské pozemní oddíly o síle 7000 mužů se na ostrově Hokkaidó vylodily 9. dubna 1869. Cestou k Hakodate postupně obsazovaly rozličná povstalecká obranná postavení, až dorazily k hlavnímu městu Republiky Ezo. Zdejší pevnosti Gorjókaku a Benten Daiba se staly posledními místy odporu povstaleckých sil.
K první velké námořní bitvě mezi moderními loďstvy v Japonsku, námořní bitvě u Hakodate, došlo na konci tažení proti povstalecké Republice Ezo v květnu 1869. Předcházející bitva v průlivu Šimonoseki (1863) a bitva u Awy (1868) byly jen menšími konflikty.
Ještě než vojska Republiky Ezo v červnu 1869 kapitulovala, uprchli francouzští vojenští poradci na válečnou loď francouzského námořnictva, korvetu Coëtlogon, která kotvila v Hakodatské zátoce. Odtud se pak vrátili do Jokohamy a posléze do Francie. Armáda Republiky Ezo se vzdala císařské vládě 27. června 1869, poté co ztratila téměř polovinu svých mužů a většinu svých lodí.

## Dozvuky
Bitva o Hakodate znamenala nejen konec války Bošin, a tedy konec ozbrojeného odporu proti reformám Meidži, ale současně konec starého feudálního režimu v Japonsku. Někteří vůdci povstání byli po několika letech věznění rehabilitováni a pokračovali dál v politické kariéře v novém sjednoceném Japonsku. Zářným příkladem je admirál Takeaki Enomoto, který v období Meidži zastával různé ministerské úřady.
Spolehlivě zajištěná císařská vláda založila brzy po skončení války řadu nových institucí. Hned v červenci 1869 bylo formálně založeno Japonské císařské námořnictvo, jež do svých řad začlenilo řadu bojovníků a lodí, kteří se zúčastnili bitvy o Hakodate.
Budoucí vrchní velitel Japonského císařského námořnictva velkoadmirál Heihačiró Tógó se bitvy zúčastnil v řadách císařského loďstva. Sloužil na palubě korvety Kasuga jako podporučík.

## Pozdější vyobrazení bitvy

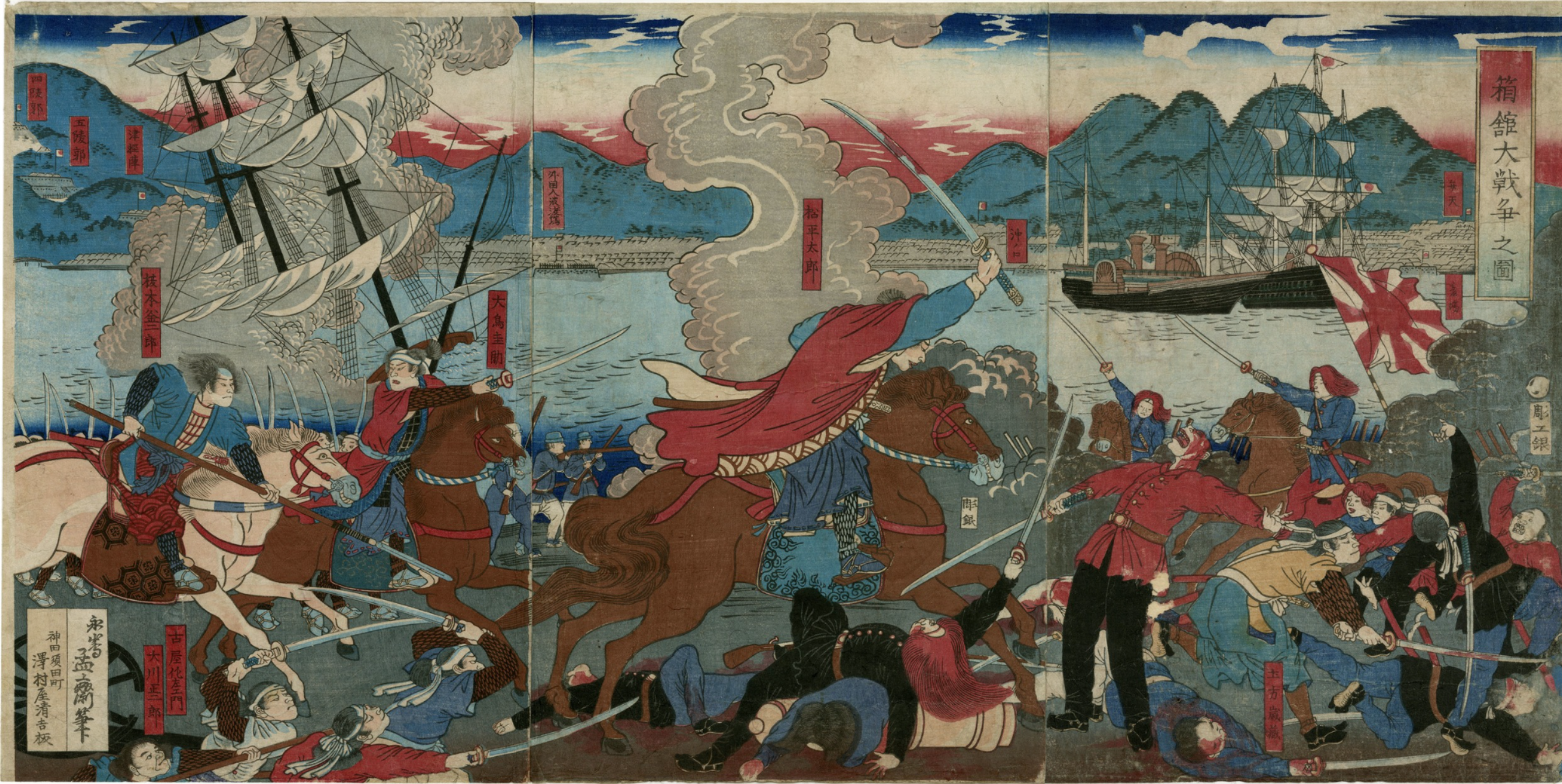
Japonské ztvárnění pozemní a námořní bitvy u města Hakodate, asi z roku 1880. Útok jízdy s potápějící se plachetnicí v pozadí vedou vůdci povstání, označení zleva doprava: Takeaki Enomoto, Keisuke Ótori a Taró Macudaira. Samuraj ve žlutém oděvu je Tošizó Hidžikata. Francouzští poradci v bílých kalhotách jsou zobrazeni za útokem jízdy. Císařští vojáci v moderních uniformách jsou vpravo. Paruky „Červený medvěd“ označují vojáky z knížectví Tosa, paruky „Bílý medvěd“ vojáky z knížectví Čóšú a paruky „Černý medvěd“ vojáky z knížectví Sacuma. V pozadí za nimi je moderní parní kolesová válečná loď.

Přestože v bitvě o Hakodate byla použita řada z nejmodernějších zbraní té doby (parní válečné lodě, dokonce obrněná loď, jejíž předchůdce La Gloire poprvé vstoupila do služby v roce 1860, Gatlingovy kulomety a Armstrongova děla s drážkovaným vývrtem hlavně a závěrovým mechanismem), moderní uniformy a bojové metody, většina pozdějších japonských vyobrazení bitvy, jež vznikla během několika let po zavedení reforem Meidži, předvádí anachronické zobrazení tradičního samurajského boje s použitím mečů. Jedná se zřejmě o snahu romantizovat válečné události nebo zlehčit rozsah modernizace, jíž už bylo během období bakumacu (1853–1868) dosaženo.

## Význam

### Modernizace
Za počátek modernizace Japonska se sice obecně pokládá nástup období Meidži, rok 1868, ve skutečnosti však započala mnohem dřív, asi kolem roku 1853, během posledních let šógunátu Tokugawa známých jako období bakumacu. V roce 1869 proti sobě v bitvě o Hakodate stáli dva vyspělí protivníci v podstatě moderním konfliktu, v němž hrály klíčovou roli parní energie a děla, přestože se udržely i některé prvky tradičního boje. Již od roku 1720 pronikalo do Japonska prostřednictvím nizozemské enklávy Dedžima velké množství západních vědeckých a technických poznatků. Od roku 1853, po nuceném otevření japonských přístavů, začal Tokugawský šógunát velmi aktivně modernizovat zemi a otevírat ji zahraničním vlivům. V jistém smyslu bylo reformní hnutí založené na ideologii sonnó džói („ctěte císaře, vyžeňte barbary“) reakcí na tuto modernizaci a internacionalizaci, třebaže se císař Meidži nakonec rozhodl pro podobnou politiku podle principu Fukoku kjóhei („obohaťte zemi, posilte armádu“). Někteří z jeho bývalých stoupenců z knížectví Sacuma, jako byl Takamori Saigó, se proti tomu vzbouřili, což vedlo k sacumskému povstání v roce 1877.

### Francouzská účast
Bok po boku s vojskem bývalé Tokugawské vlády bojovala také skupina francouzských vojenských poradců, členů první francouzské vojenské mise v Japonsku (1867–1868), kterou vedl kapitán Jules Brunet. Šlo o jednu z prvních zahraničních vojenských výcvikových misí vyslaných do Japonska na žádost Tokugawské vlády.
Bitva o Hakodate rovněž přibližuje období japonské historie, kdy se Francie ve značné míře zapojovala do japonských záležitostí. Také jiné západní mocnosti měly v Japonsku podobné zájmy, nedosahovaly však rozsahu francouzských aktivit. Tato francouzská účast byla součástí rozsáhlejších, a často katastrofálních, zahraničních aktivit druhého Francouzského císařství za vlády Napoleona III. Uskutečnila se po neslavné francouzské intervenci v Mexiku. Všichni členové francouzské vojenské mise, kteří se spolu se svými japonskými spojenci uchýlili na sever, předtím rezignovali nebo dezertovali z francouzské armády. Nicméně po svém návratu do Francie byli rychle rehabilitováni a někteří, jako Jules Brunet, pokračovali dál v úspěšné kariéře. Jejich účast v povstání nebyla nijak předem promyšlená či vedená politickými motivy. Jednalo se spíš o věc osobní volby a přesvědčení. Přestože byla Francie v této bitvě poražena, a pak znovu v prusko-francouzské válce, hrála nadále významnou roli v modernizaci Japonska – druhá francouzská vojenská mise (1872–1880) byla do Japonska pozvána v roce 1872 a první skutečně moderní flota Japonského císařského námořnictva byla vybudována pod dohledem francouzského námořního inženýra Émile Bertina v 80. letech 19. století.